# فاوستو غونزاليس
فاوستو غونزاليس (بالإسبانية: Fausto González)‏ (13 سبتمبر 1978 في كوستاريكا - ) هو مدرب كرة قدم ولاعب كرة قدم كوستاريكي في مركز حراسة المرمى. شارك مع منتخب كوستاريكا تحت 17 سنة لكرة القدم ومنتخب كوستاريكا تحت 20 سنة لكرة القدم. أما مع النوادي، فقد لعب مع ديبورتيفو سابريسا ونادي كارتاهينيس ونادي سان كارلوس ونادي هيريديانو.

## وصلات خارجية
- فاوستو غونزاليس على موقع الاتحاد الدولي (مؤرشف)  (الإنجليزية)
- فاوستو غونزاليس على موقع قاعدة بيانات كرة القدم.إي يو (الإنجليزية)